# Aspacúnia
Aspacúnia (em latim: Aspacunia; em armênio: Ասպակունիք, Aspakunik’[a]), vale de Aspacúnia (Ասպակունեաց ձոր, Aspakuneac’ jor) ou Apacunes (em grego: Άπαχούνης, Apachoúnēs) foi um gavar (cantão) da província de Turuberânia, no Reino da Armênia. Compreendia uma área de 665 quilômetros quadrados e localizava-se nas montanhas Sinsar, no vale do rio Aspacã (atual Sataque), um dos ramos do rio Batmane, talvez na principal estrada de Tigranocerta para Artaxata. Seu nome sobreviveu na vila de Espacanque / Aspacanque, que deve ter sido seu centro, no vale de Talvorique. Fazia parte de um dos territórios historicamente designados como Taraunitis e provavelmente fazia parte de de Taraunitis Leste, uma das subdivisões de Taraunitis Menor. Não há registro de príncipes nesse distrito e é possível que compusesse parte dos domínios da família Selcúnio, cujos domínios estavam em Taraunitis Menor. Em 591, o imperador Maurício recebeu vastas porções da Armênia sassânida em compensação da ajuda militar prestada ao xainxá Cosroes II (r. 590–628). Todos os distrito que compunham Turuberânia foram incluídos na província recém-fundada da Armênia Interior.